# الحزب الجمهوري البلوشي
الحزب الجمهوري البلوشي (بالأردية : بلوچ ریپبلکن پارٹی) هو حزب انفصالي في بلوشستان برئاسة برامداغ بوجتي انشق عن الحزب الوطني الجمهوري في 2008 والذي كان يرأسه طلال أكبر بوجتي. بلوشستان هي أكبر مقاطعة في باكستان من حيث المساحة. 
أعلنت الحكومة الباكستانية وضع الحزب على قائمة المنظمات المحظورة في 24 أكتوبر 2012. وفي عام 2017 رفضت السلطات السويسرية طلب لجوء برامداغ بوجتي، وقالت السلطات السويسرية إن طلب اللجوء الذي قدمه بوجتي رُفِضَ لأنه متورط في أنشطة متصلة بالإرهاب. كما مُنع صهره مهران مري من دخول سويسرا. وذكرت السلطات السويسرية أن كلًا من برامداغ بوجتي ومهران مري هما خطر أمني على سويسرا.

## وصلات خارجية
- مقابلة مع رئيس الحزب.